# Planty (Krakov)

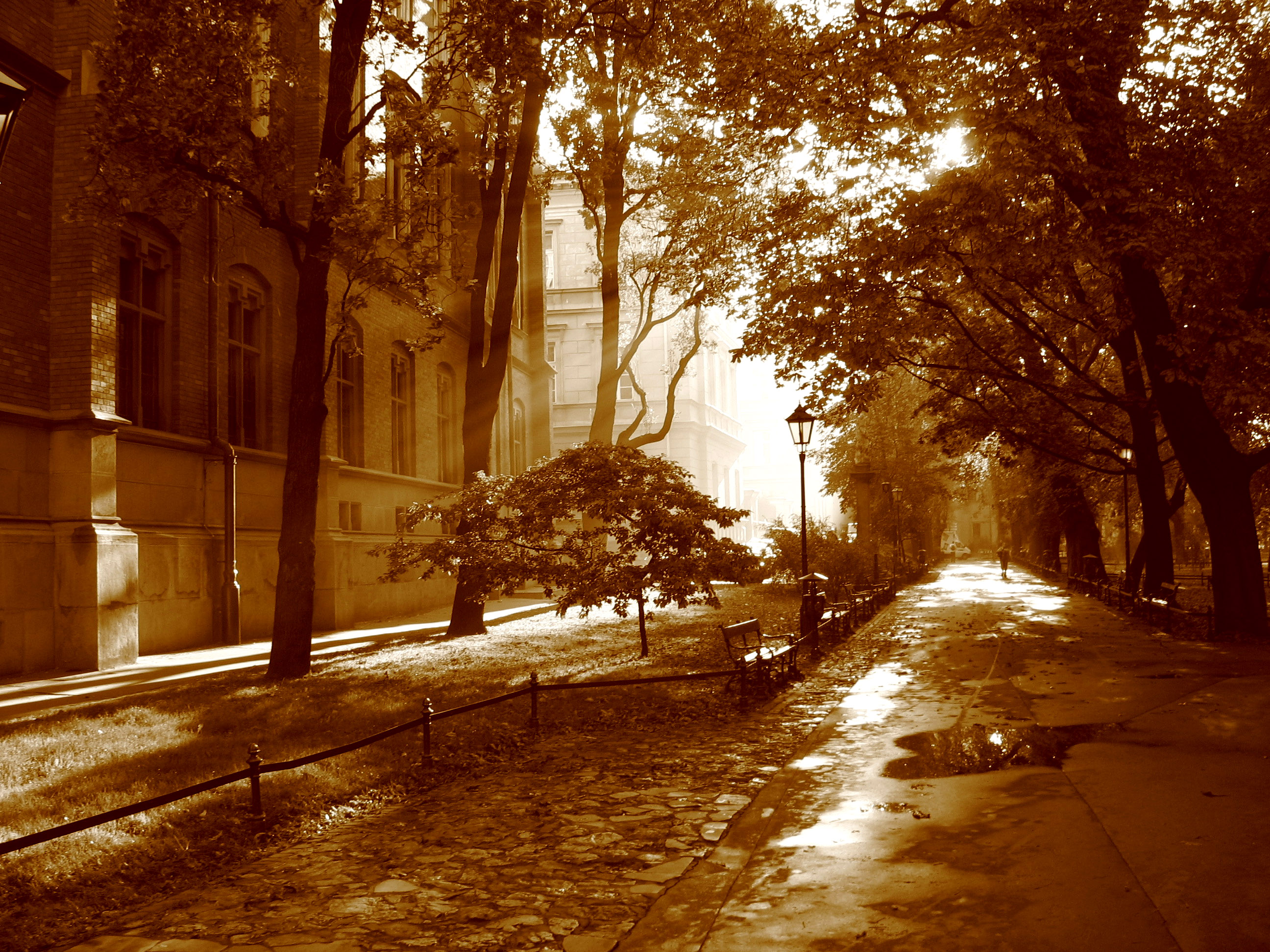
Krakovské Planty za úsvitu. Pohled na ulici K. Olszewského a budovu Collegium Novum

Planty je park v Krakově, který ohraničuje centrum města zvané Stare Miasto. Park byl založen v letech 1822–1830 na místě bývalých středověkých hradeb. Má rozlohu 21 hektarů a délku 4 km.

## Vznik a vývoj

Planty obklopující Stare Miasto

Planty vznikly na místě bývalých opevnění obklopujícího město. Hradby byly na počátku 19. století zbořeny. Prostor, který po nich zůstal byl ve velmi zanedbaném stavu a sloužil jako smetiště a místo pro odvod splašků. V roce 1820 se rozhodlo, že budou vytvořeny "městské zahrady". Hlavním propagátorem této myšlenky byl architekt Feliks Radwański, který zároveň vytvořil plány a vedl jejich výstavbu. Po jeho smrti v roce 1826 vedení prací převzal Florian Straszewski, jenž v roce 1830 založil také nadaci pro údržbu parku.
Prvotní práce spočívali v nivelaci terénu, zasypání příkopu navezenou zeminou atd. V areálu tvořeného parku zůstal Barbakán. V další etapě byly v parku vysázeny stromy (hlavně kaštany, javory, lípy, jasany, topoly a také exempláře několika exotický stromů), keře, trávníky a květinové záhony. V pozdějších letech byly vystavěny stánky, koncertní pavilony atd. V roce 1880 bylo rozhodnuto o vztyčení pomníků slavným Polákům.
Během druhé světové války došlo k značné devastaci parku – byly vymýceny keře a odstraněno oplocení. V poválečném období se park příliš nezveleboval. K revitalizaci parku došlo až v roce 1989 podle projektu Janusze Bogdanowského. Planty byly rozděleny na 8 zahrad: Wawel, Uniwersytet, Pałac Sztuki, Florianka, Barbakan, Dworzec, Gródek, Stradom. Byly znovu instalovány stylové lampy, oplocení a lavičky. Byly rovněž vystavěny malé zídky, které naznačují průběh někdejších hradeb a rozmístění bašt a městských bran.

## Pomníky na Plantech

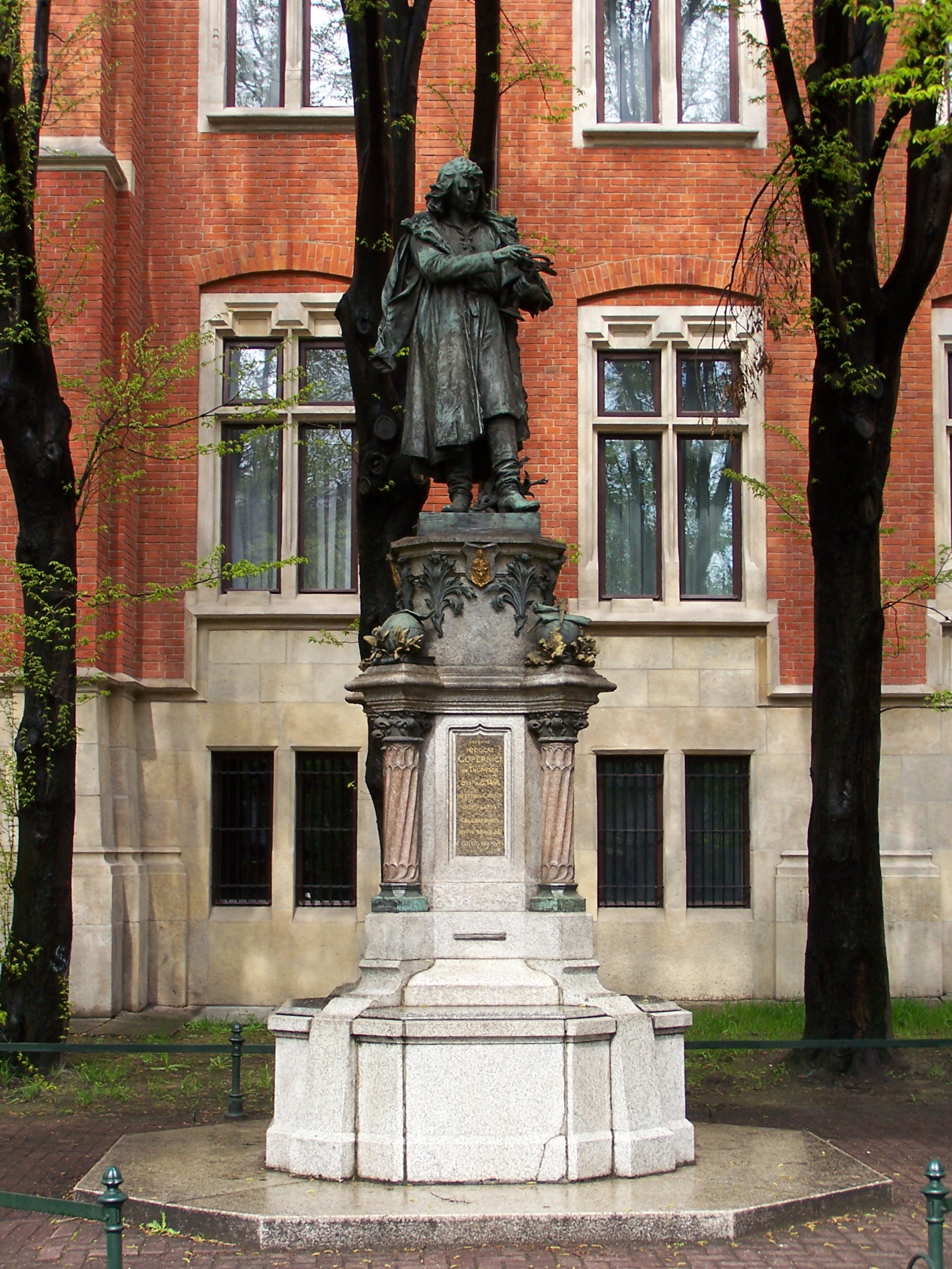
Pomník Mikuláše Koperníka

- pomník harfisty – věnován spisovateli Józefu Bohdanovi Zaleskému, (1886)
- pomník Jadwigi a Jagiełły, (1886)
- pomník Lilli Wenedy – věnován Juliuszi Słowackému, (1885)
- pomník Artura Grottgera – (1903)
- pomník Mikuláše Koperníka – (1900), na Plantech instalován v roce 1953
- pozdně barokní postava milosrdné Matky Boží, umístěná během druhé světové války
- pomník Grażyny a Litawora – věnován Adamu Mickiewiczovi (1886)
- busta Tadeusze Żeleńského, (1985)
- pomník plk. Narcyze Wiatra-Zawojného, (1992)
- pomník Michała Bałuckého, (1911)
- pomník Floriana Straszewského, (1874)
- pomník Tadeusze Rejtana – odstraněn v roce 1946, na Planty se vrátil v květnu 2007, současnou bustu vytvořil Czesław Dźwigaj.

Již neexistující pomníky:
- pomník Fryderyka Chopina, (asi 1888), odstraněn v roce 1931 kvůli plánům na okázalejší pomník, který však nakonec nebyl realizován v důsledku vypuknutí druhé světové války
- pomník sovětským vojákům padlým při osvobozování Krakova (1945), odstraněn